# Eine Handvoll Zeit (2022)
Eine Handvoll Zeit ist ein deutscher Fernsehfilm der Frühling-Filmreihe von Tom Zenker, der am 7. Januar 2023 erstmals im ZDF ausgestrahlt wurde. Die Erstveröffentlichung erfolgte am 31. Dezember 2022 in der Online-Mediathek des ZDF.
Die Dorfhelferin Katja Baumann, gespielt von Simone Thomalla, steht Familien in Notsituationen zur Seite. Es ist der 38. Film einer Reihe, in der es sich um die Einwohner des Ortes Frühling dreht.

## Handlung
Katja und Tom haben sich mit Leslie und ihrem neuen Partner Ali zu einer Bergwanderung verabredet. Sie möchte, dass Katja und Tom ihren Ali besser kennenlernen.
Tom und Katja wiederum würden ihren freien Tag lieber im Bett verbringen – die Verabredung jedoch, geht vor. Beim Treffen an der Talstation gibt Leslie ihre Höhenangst preis, ist jedoch voller Tatendrang und besteigt gemeinsam mit dem Social-Media-Paar Alexandra und Philipp May sowie der alleinstehenden Luise König die Gondel, die sie auf den Berg befördern soll.
Pfarrer Sonnleitner wird parallel in die Seniorenresidenz Sonnenglück gerufen, da es mit dem Leben der Bewohnerin Marga Stein langsam zu Ende geht und sich daher vom Pfarrer die letzte Ölung wünscht.
Die alte Dame hat eine Katze Fipsi, die ihr jedoch gerade jetzt entlaufen ist. Lilly wiederum ist sich sicher, genau diese Katze am Morgen auf einem Baum gefunden zu haben, und sie durch die Feuerwehr hat herunterholen lassen.
Kurz vor der Bergstation kommt die Gondel außerplanmäßig zum Stehen – tatsächlich ist sie blockiert und eine Weiterfahrt ist auf absehbare Zeit nicht möglich. Ein Unwetter rollt an und die Nacht müssen die Sieben in der Gondel verbringen, denn das Wetter macht den Rettern einen Strich durch die Rechnung. In der Enge der Gondel, unter den verängstigten und aufgewühlten Personen, entwickelt sich eine ganz besondere Dynamik, die zu emotionalen Enthüllungen führt.
Pfarrer Sonnleitner erfährt von Marga, dass diese eine Stieftochter hat, die sie seit dem Tod ihres Mannes nicht mehr gesehen hat. Sie selbst hatte bislang keinerlei Besuch in der Seniorenresidenz erhalten.
Luise König, die Stieftochter, ist mit in der Gondel und wird auf Wunsch von Marga durch den Pfarrer kontaktiert. Luise sieht keinen Bedarf, mit ihrer gehassten Stiefmutter in Kontakt zu treten, ändert jedoch später nach Gesprächen mit Katja ihre Meinung.
Luise und Marga erhalten am anderen Tag nochmal Gelegenheit einander zu sehen und sich zu versöhnen. Luise nimmt die Katze zu sich.

## Nebenhandlungen
Da die Katze Fipsi auch der Feuerwehr entwischte, begeben sich Lilly und Nora auf die Suche nach ihr. Adrian, der heute erstmals allein für das „Carpe Diem“ verantwortlich ist, gibt beiden einen brauchbaren Suchtipp. Beide bringen die Katze Marga zurück.
Mark teilt per SMS mit, dass er und seine neue Partnerin Eltern werden.
Für den Lokalfernsehsender Alpen TV berichtet Roberta Rossi über den Zwischenfall mit der Gondel.

## Rezeption

### Einschaltquoten
Die Free-TV-Premiere am 8. Januar 2023 im ZDF verfolgten 5,56 Mio. Menschen, was einem Marktanteil von 17,5 % entspricht.